# Danh sách tỷ phú Hàn Quốc theo giá trị tài sản
Dưới đây là danh sách các tỷ phú của Hàn Quốc, dựa trên sự định giá thường niên về của cải và tài sản được tổng hợp, biên soạn và xuất bản trên tạp chí Forbes của Mỹ năm 2017.

## Danh sách 51 tỷ phú giàu nhất Hàn Quốc năm 2018
| Thứ hạng | Họ và tên        | Năm sinh | Quốc tịch | Giá trị tài sản (tỷ đô la Mỹ) | Nguồn gốc tài sản                       |
| -------- | ---------------- | -------- | --------- | ----------------------------- | --------------------------------------- |
| 1        | Lee Kun-hee      | 1942     | Hàn Quốc  | 16,8                          | Tập đoàn Samsung                        |
| 2        | Seo Jung-jin     | 1957     | Hàn Quốc  | 11                            | Celltrion (công nghệ sinh học)          |
| 3        | Jay Y.Lee        | 1968     | Hàn Quốc  | 7,9                           | Tập đoàn Samsung                        |
| 4        | Suh Kyung-bae    | 1963     | Hàn Quốc  | 7,4                           | AmorePacific (mỹ phẩm)                  |
| 5        | Kim Jung-ju      | 1968     | Hàn Quốc  | 7                             | Nexon (trò chơi trực tuyến)             |
| 6        | Kwon Hyuk-bin    | 1974     | Hàn Quốc  | 5,8                           | Smilegate (trò chơi trực tuyến)         |
| 7        | Chung Mong-koo   | 1938     | Hàn Quốc  | 4,9                           | Hyundai Motor Group                     |
| 8        | Chey Tae-won     | 1960     | Hàn Quốc  | 4,7                           | SK Group                                |
| 9        | Kim Beom-soo     | 1966     | Hàn Quốc  | 3,3                           | Daum Kakao (Internet)                   |
| 10       | Park Yeon-cha    | 1945     | Hàn Quốc  | 3,2                           | Taekwang (giày sneaker)                 |
| 11       | Chung Euisun     | 1970     | Hàn Quốc  | 2,6                           | Hyundai Motor Group                     |
| 12       | Kim Taek-jin     | 1967     | Hàn Quốc  | 1,9                           | NCSoft (trò chơi trực tuyến)            |
| 13       | Shin Chang-jae   | 1953     | Hàn Quốc  | 1,8                           | Công ty bảo hiểm Kyobo Life             |
| 14       | Lee Ho-jin       | 1962     | Hàn Quốc  | 1,8                           | Taekwang Industrial                     |
| 15       | Hong Ra-hee      | 1945     | Hàn Quốc  | 1,8                           | Tập đoàn Samsung                        |
| 16       | Bang Jun-hyuk    | 1968     | Hàn Quốc  | 1,7                           | Netmarble (trò chơi trực tuyến)         |
| 17       | Kim Sang-yeul    | 1960     | Hàn Quốc  | 1,7                           | Hoban Construction                      |
| 18       | Lee Joong-keun   | 1940     | Hàn Quốc  | 1,7                           | Booyoung Group (xây dựng)               |
| 19       | Koo Kwang-mo     | 1978     | Hàn Quốc  | 1,7                           | Tập đoàn LG                             |
| 20       | Park Hyeon-joo   | 1958     | Hàn Quốc  | 1,7                           | Tập đoàn Tài chính Mirae Asset          |
| 21       | Lee Boo-jin      | 1970     | Hàn Quốc  | 1,7                           | Tập đoàn Samsung                        |
| 22       | Lim Sung-ki      | 1940     | Hàn Quốc  | 1,6                           | Hanmi Pharmaceuticals                   |
| 23       | Lee Seo-hyun     | 1973     | Hàn Quốc  | 1,5                           | Tập đoàn Samsung                        |
| 24       | Michael Kim      | 1963     | Hàn Quốc  | 1,5                           | MBK Partners (PEF)                      |
| 25       | Kim Jun-ki       | 1944     | Hàn Quốc  | 1,4                           | DB Group (bảo hiểm)                     |
| 26       | Shin Dong-bin    | 1955     | Hàn Quốc  | 1,3                           | Tập đoàn Lotte                          |
| 27       | Lee Jay-hyun     | 1960     | Hàn Quốc  | 1,3                           | CJ Group (thực phẩm, giải trí)          |
| 28       | Lee Hae-jin      | 1967     | Hàn Quốc  | 1,3                           | Naver (cổng Internet)                   |
| 29       | Chang Pyung-soon | 1950     | Hàn Quốc  | 1,3                           | Kyowon (giáo dục)                       |
| 30       | Chey Ki-won      | 1964     | Hàn Quốc  | 1,2                           | SK Group                                |
| 31       | Cho Jung-ho      | 1958     | Hàn Quốc  | 1,2                           | Meritz (tài chính)                      |
| 32       | Chung Mong-joon  | 1951     | Hàn Quốc  | 1,2                           | Tập đoàn Công nghiệp Nặng Hyundai       |
| 33       | Hur Yong-in      | 1949     | Hàn Quốc  | 1,2                           | Tập đoàn SPC (thực phẩm)                |
| 34       | Chung Yong-jin   | 1968     | Hàn Quốc  | 1,1                           | Tập đoàn Shinsegae (bán lẻ)             |
| 35       | Lee Myung-hee    | 1943     | Hàn Quốc  | 1,1                           | Tập đoàn Shinsegae (bán lẻ)             |
| 36       | Shin Dong-joo    | 1954     | Hàn Quốc  | 1,1                           | Tập đoàn Lotte                          |
| 37       | Lee Sang-hyuk    | 1972     | Hàn Quốc  | 1,1                           | Yellow Mobile (đầu tư)                  |
| 38       | Lee Joon-ho      | 1964     | Hàn Quốc  | 1,1                           | NHN Entertainment (trò chơi trực tuyến) |
| 39       | Koo Bon-sik      | 1958     | Hàn Quốc  | 1,1                           | LT Group                                |
| 40       | Kim Jung-woong   | 1974     | Hàn Quốc  | 1,1                           | Mỹ phẩm                                 |
| 41       | Hong Seok-joh    | 1952     | Hàn Quốc  | 1                             | BGF Group (bán lẻ)                      |
| 42       | Lee Hwa-kyung    | 1955     | Hàn Quốc  | 1                             | Tập đoàn Orion (thực phẩm)              |
| 43       | Koo Bon-neung    | 1949     | Hàn Quốc  | 1                             | Tập đoàn Heesung (điện tử)              |
| 44       | Cho Yang-rai     | 1937     | Hàn Quốc  | 1                             | Hankook Tire                            |
| 45       | Kim Nam-jung     | 1972     | Hàn Quốc  | 1                             | Tập đoàn Dongwon (thực phẩm)            |
| 46       | Kim Nam-goo      | 1963     | Hàn Quốc  | 1                             | Tập đoàn Đầu tư Hàn Quốc                |
| 47       | Kim Dae-il       | 1980     | Hàn Quốc  | 1                             | Trò chơi trực tuyến                     |
| 48       | Bom Kim          | 1978     | Hàn Quốc  | 1                             | Coupang (bán lẻ)                        |
| 49       | Koo Bon-joon     | 1951     | Hàn Quốc  | 1                             | Tập đoàn LG                             |
| 50       | Shin Dong-guk    | 1949     | Hàn Quốc  | 1                             | Hanyang Precision (dược phẩm)           |
| 51       | Kenny Park       | 1954     | Hàn Quốc  | 1                             | Giày sneaker                            |

## Danh sách 10 tỷ phú giàu nhất Hàn Quốc năm 2010
| Thứ hạng | Họ và tên       | Năm sinh | Quốc tịch | Giá trị tài sản (tỷ đô la Mỹ) | Nguồn gốc tài sản                                |
| -------- | --------------- | -------- | --------- | ----------------------------- | ------------------------------------------------ |
| 1        | Lee Kun-hee     | 1942     | Hàn Quốc  | 7,9                           | Samsung Electronics                              |
| 2        | Chung Mong-koo  | 1938     | Hàn Quốc  | 4,1                           | Hyundai Motor Group                              |
| 3        | Jay Y.Lee       | 1968     | Hàn Quốc  | 2,1                           | Samsung Electronics                              |
| 4        | Chung Mong-joon | 1951     | Hàn Quốc  | 1,73                          | Chính trị gia, Tập đoàn Công nghiệp Nặng Hyundai |
| 5        | Shin Chang-jae  | 1953     | Hàn Quốc  | 1,7                           | Công ty bảo hiểm Kyobo Life                      |
| 6        | Shin Dong-bin   | 1955     | Hàn Quốc  | 1,6                           | Tập đoàn Lotte, Lotte Shopping                   |
| 7        | Lee Myung-hee   | 1943     | Hàn Quốc  | 1,58                          | Tập đoàn Shinsegae (bán lẻ)                      |
| 8        | Chung Eui-sun   | 1970     | Hàn Quốc  | 1,55                          | Kia Motors, Hyundai Motor Group                  |
| 9        | Shin Dong-joo   | 1954     | Hàn Quốc  | 1,52                          | Tập đoàn Lotte                                   |
| 10       | Chey Tae-won    | 1960     | Hàn Quốc  | 1,3                           | SK Group                                         |

Nguồn: VnExpress

## Danh sách 10 tỷ phú giàu nhất Hàn Quốc năm 2009
| Thứ hạng | Họ và tên        | Năm sinh | Quốc tịch | Giá trị tài sản (tỷ đô la Mỹ) | Nguồn gốc tài sản                                |
| -------- | ---------------- | -------- | --------- | ----------------------------- | ------------------------------------------------ |
| 1        | Lee Kun-hee      | 1942     | Hàn Quốc  | 3,9                           | Tập đoàn Samsung, khối tài sản ngầm              |
| 2        | Chung Mong-koo   | 1938     | Hàn Quốc  | 1,85                          | Hyundai Motor Group                              |
| 3        | Chung Mong-joon  | 1951     | Hàn Quốc  | 1,3                           | Chính trị gia, Tập đoàn Công nghiệp Nặng Hyundai |
| 4        | Lee Myung-hee    | 1943     | Hàn Quốc  | 1,2                           | Tập đoàn Shinsegae (bán lẻ)                      |
| 5        | Shin Dong-bin    | 1955     | Hàn Quốc  | 1                             | Tập đoàn Lotte                                   |
| 6        | Shin Dong-joo    | 1954     | Hàn Quốc  | 0,94                          | Tập đoàn Lotte                                   |
| 7        | Jay Y.Lee        | 1968     | Hàn Quốc  | 0,88                          | Tập đoàn Samsung                                 |
| 8        | Chang Pyung-soon | 1950     | Hàn Quốc  | 0,86                          | Kyowon Group                                     |
| 9        | Koo Bon-moo      | 1945     | Hàn Quốc  | 0,77                          | Tập đoàn LG                                      |
| 10       | Shin Chang-jae   | 1953     | Hàn Quốc  | 0,68                          | Công ty bảo hiểm Kyobo Life                      |

Nguồn: VnExpress